# Teluk Nilau
Teluk Nilau is een bestuurslaag in het regentschap Tanjung Jabung Barat van de provincie Jambi, Indonesië. Teluk Nilau telt 10.361 inwoners (volkstelling 2010).